# Georg Potempa
Georg Potempa (* 21. Mai 1928 in Breslau; † 7. Juni 1998 in  Oldenburg) ist der Verfasser der zurzeit maßgebenden Bibliographie zum Werk Thomas Manns. 

## Leben
Am 29. Oktober 1993 wurde der ehemalige Abteilungsdirektor der Landessparkasse zu Oldenburg für sein Lebenswerk als erster mit der Thomas Mann-Medaille der Deutschen Thomas Mann-Gesellschaft in Lübeck ausgezeichnet. Seine bibliographischen Angaben hat Potempa durch Autopsie der Originale oder anhand von zuverlässigen Fotokopien ermittelt. Um diesem Pensum gerecht zu werden, ließ er sich vorzeitig pensionieren.
Seine umfangreiche Thomas-Mann-Sammlung ging in den Besitz des Verlages S. Fischer über. Auf deren Erstdrucken basiert die „Große kommentierte Frankfurter Ausgabe“ der Werke Thomas Manns.

## Werk
- Potempa, Georg: Thomas Mann-Bibliographie. Das Werk. Mitarbeit Gert Heine. Morsum/Sylt: Cicero Presse, 1992. ISBN 3-89120-007-2